# آکادمی خان
آکادمی خان، یک سازمانی آموزشی است که وب‌گاهی با همین نام دارد و هدف اصلی این سازمان، «ارائه امکانات آموزشی با کیفیت و استاندارد بالا، به هرکس و در هر کجا» بیان شده است. این سازمان غیرانتفاعی در سال ۲۰۰۶ به دست سلمان خان، آمریکایی-بنگلادشی‌تبار دانش‌آموخته مؤسسه فناوری ماساچوست (MIT)، بنیان نهاده شد.
در وبگاه این سازمان بیش از ۷۰۰ دوره آموزشی دربارهٔ ریاضیات، فیزیک، شیمی، زیست‌شناسی، اقتصاد، تاریخ، پزشکی و… به صورت رایگان ارائه شده است که در وبگاه یوتیوب نیز قابل دستیابی است. همچنین آکادمی خان پخش ویدیو به زبان فارسی را از سال ۲۰۱۳، شروع کرده است.

## علت در دسترس نبودن برای ایرانیان
وبسایت کلاس درس که توسط شیما صالحی بنیان‌گذاری شده، شریک آموزشی آکادمی خان برای فارسی زبانان است که تمام ویدیوهای آن در نسخه فارسی سایت خان آکادمی نیز وجود دارد. آکادمی خان موسسه‌ای غیرانتفاعی (ناسودبر) بوده و در نتیجه تحریم‌های آمریکا علیه ایران، نمی‌تواند نقش چندانی در سیاست‌های این مؤسسه داشته باشد. در دسترس نبودن این وبسایت برای کاربران ایرانی مربوط به تحریم‌های شرکت گوگل و به‌طور خاص سرویس گوگل درایو است. گوگل درایو علاوه بر ارائه فضای ابری برای کاربران، قابلیت میزبانی وب را نیز دارد اما به دلیل تحریم‌های گوگل علیه ایران تمام سایت‌هایی که توسط گوگل درایو میزبانی می‌شوند برای ایرانیان قابل دسترس نیستند. چون آکادمی خان نیز از گوگل درایو برای میزبانی وب استفاده می‌کند و به همین این سایت نیز با آدرس آی پی ایران در دسترس نیست.